# Fundació Kovacs
La Fundació Kovacs era una fundació creada el 1986 a Palma i que treballava en els àmbits de la investigació mèdica, l'assistència sanitària, la formació de professionals i la promoció de la salut pública. El novembre de 2016, un any després que el govern de les Illes Balears va parar els subsidis «per tenir altres prioritats» i que no volia fomentar teràpies alternatives no represes al registre dels serveis del Sistema Nacional de Salut, la fundació va demanar el concurs de creditors i poc després va desaparèixer.
El president d'honor n'era el rei Joan Carles I i el president del patronat el metge Francisco M. Kovacs. Estava especialitzada en les malalties de l'esquena amb dolor crònica. Desenvolupa la tècnica que la mateixa fundació va anomenar «neuroreflexoteràpia». Promovia la investigació sobre les patologies del coll i l'esquena. Era una fundació filantròpica que alhora era accionista majoritària de la societat mercantil «Investigación Tecnologia Sanitaria» S.A. també desapareguda.
El 1993 s'havia fet a nivell estatal una primera experiència clínica d'aquesta teràpia empírica, de la qual no es coneixia el fonament científic. Segons un estudi del mateix Francisco Kovacs, provaria millor eficàcia a cost menor en comparació amb les teràpies habituals, amb un benefici personal, menys de dolor, com un benefici económic per una reducció dels dies laborals perdudes.
Des de Palma, s'havien constituït unitats de l'Esquena a Espanya. El 2004, la tècnica va ser inclusa en el sistema sanitari balear. També ha establert una línia de col·laboració amb el Servei de Salut de les Illes Balears per a la implantació de la intervenció «neuroreflexioteràpia». El 2015, el Servei de Salut va decidir no renovar el contracte amb la fundació, el que va suscitar una protesta de pacients. Poc després, la fundació va fer fallida.
El 2004 va rebre el Premi Ramon Llull.